# افشین (خواننده)
افشین جعفری با نام هنری افشین (زادهٔ ۱۶ اردیبهشت ۱۳۵۷) خواننده، آهنگساز، شاعر، نوازنده گیتار موسیقی پاپ است.

## زندگی‌نامه
افشین جعفری در ۱۶ اردیبهشت ۱۳۵۷ در بابل به دنیا آمد، تا ۷ سالگی را دربابل گذراند و به تهران مهاجرت کرد. مادرش اهل بابل و پدرش فیروزکوهی است.
او دو برادر به نام‌های امیرعلی و آرش و یک خواهر به نام اتنا دارد. او از ۱۰ سالگی گیتار را به دست گرفت و شروع به نواختن گیتار کرد.
افشین در سال ۱۳۷۴ برای دیدن مادرش که از پدرش جدا شده بود و در کشور آلمان زندگی می‌کرد، به شهر مانهایم در آلمان مهاجرت کرد.
در سال ۱۳۷۸ با شرکت پارس ویدئو قرارداد امضا کرد و آلبوم بوی بارون را به بازار فرستاد.
دومین آلبوم افشین ستاره سال ۱۳۸۱ به‌وسیلهٔ شرکت ترانه منتشر شد. این اولین کاری بود که با K.O. (تهیه‌کننده آلمانی‌اش) ساخت.
آلبوم بعدی او آس و پاس نام داشت که مخلوطی از موسیقی رقصی، هیپ هاپ و ریتم‌های ایرانی و رپ آلمانی بود و در سال ۱۳۸۳ منتشر شد. در این آلبوم برادر افشین نیز به عنوان خواننده رپ مشارکت کرده است. او پس از این آلبوم ماچ را در سال ۱۳۸۴ منتشر کرد.
آلبوم بعدی ترانه‌ای برای ایکس بود که در سال ۲۰۰۹ منتشر شد و بعد از آن آلبوم غیرقانونی که در سال ۲۰۱۳ منتشر شد. دیگر آلبوم او بابام می‌گفت نام دارد که در سال ۲۰۱۷ به بازار آمد.
افشین با خوانندگان زیادی از قبیل حسین تهی، امیر تتلو و… همکاری داشته است.
او بیش از ۳۰۰ بار در کشورهای مختلفی مانند: آمریکا، کانادا، استرالیا، انگلیس، امارات، ترکیه، آلمان، هلند، سوئد، دانمارک، نروژ، سوئیس، فرانسه، ایتالیا، تاجیکستان، بلژیک و اتریش به اجرای زنده پرداخته است.
در کنسرت‌هایش معمولاً تیم A-Team او را همراهی می‌کنند که یکی از اعضای این تیم برادرش امیرعلی هست.

## آلبوم‌ها
- بوی بارون ۱۳۷۸ / ۱۹۹۹
- ستاره۱۳۸۱ / ۲۰۰۲
- آس و پاس ۱۳۸۳ / ۲۰۰۴
- ماچ ۱۳۸۴ / ۲۰۰۵
- ترانه‌ای برای ایکس ۱۳۸۷ / ۲۰۰۸
- غیرقانونی ۱۳۹۲ / ۲۰۱۳
- بابام می‌گفت ۱۳۹۵ / ۲۰۱۷

## تک آهنگها
| نام ترانه                 | ترانه‌سرا | آهنگساز | تنظیم       |
| ------------------------- | -------- | ------- | ----------- |
| جون جون(۲۰۱۵)             |          |         |             |
| این روزا(۲۰۱۵)            |          |         |             |
| تنها نرو(۲۰۱۵)            |          |         |             |
| دارم باز عاشقت میشم(۲۰۱۵) |          |         |             |
| اعتماد(۲۰۱۵)              | انوش     | انوش    | میلاد هاشمی |
| آرامش(۲۰۱۵)               |          |         |             |
| دوراهی(۲۰۱۷)              |          |         |             |
| آره آره(۲۰۱۸)             |          |         |             |

 === ترانه دختر شیرازی ===
در بین ترانه‌های افشین، ترانه دختر شیرازی را می‌توان ترانه ای شاخص برشمرد که ویدئوی آن را با حال و هوای متفاوتی ساخته است و همچنین در این ترانه سعی کرده سنت‌های سالیان قبل را به تصویر بکشد.

## ملودیکا
افشین در سال ۲۰۱۳ در امارات متحده عربی نسبت به تأسیس مؤسسه هنری ملودیکا اقدام نمود. این مؤسسه آموزش موسیقی و رقص هم‌اکنون یکی از بزرگ‌ترین مراکز آموزش موسیقی خاورمیانه می‌باشد که در آن با بهره‌گیری از مدرسان بین‌المللی موسیقی و رقص در رشته‌های پیانو، گیتار، درام، آواز، ویلون، رقص باله و غیره تدریس می‌شود. منبع